# Ekspedycja 19
Ekspedycja 19 – dziewiętnasta stała załoga na Międzynarodowej Stacji Kosmicznej (ISS). Była to ostatnia ekspedycja, w ramach której na stacji przebywało trzech astronautów. Skład kolejnych ekspedycji był sześcioosobowy.
Misja rozpoczęła się 26 marca 2009 startem Sojuza TMA-14, który dostarczył dwóch członków tej ekspedycji (trzeci przeszedł z Ekspedycji 18). Statek Sojuz połączył się z ISS 28 marca o 13:05 UTC. Ekspedycja zakończyła się 29 maja 2009 w momencie przybycia na stację trzech członków Ekspedycji 20. Członkowie Ekspedycji 19 uzupełnili jej skład.

## Załoga
- Giennadij Padałka (3), dowódca (Roskosmos/Rosja)
- Michael R. Barratt (1), inżynier pokładowy 1 (NASA/USA)
- Koichi Wakata (3), inżynier pokładowy 2 (Japońska Agencja Eksploracji Aerokosmicznej/Japonia), przeszedł z Ekspedycji 18

(liczba w nawiasie oznacza liczbę lotów odbytych przez każdego z astronautów, łącznie z Ekspedycją 19)